# كيرلي ووكر
كيرلي ووكر (بالإنجليزية: Curley Walker)‏ مواليد 4 فبراير 1894 - وفيات 1973، كان ملاكم محترف بريطاني صنّف ضمن فئة وزن الذبابة.

## إحصائيات
خاض خلال مسيرته 106 نزالا، فاز في 55 وتعادل في 10 وخسر في 41. فاز بالضربة القاضية في 12 نزالا.

## روابط خارجية
- كيرلي ووكر على موقع بوكس ريك (الإنجليزية) (registration required)